# Mari Hemmer
Mari Hemmer (* 20. November 1983 in Oslo) ist eine ehemalige norwegische Eisschnellläuferin.

## Werdegang
Hemmer wurde neunmal norwegische Juniorenmeisterin und nahm im Februar 2001 in Hamar erstmals am Eisschnelllauf-Weltcup teil, wobei sie in der B-Gruppe den achten Platz über 3000 m und den 12. Platz über 1500 m errang. Bei den Juniorenweltmeisterschaften 2001 in Groningen kam sie auf den 25. Platz im Mehrkampf, bei den Juniorenweltmeisterschaften 2002 in Klobenstein auf den 31. Platz im Mehrkampf sowie auf den 11. Rang in der Teamverfolgung und bei den Juniorenweltmeisterschaften 2003 in Kushiro auf den 19. Platz im Mehrkampf. In der Saison 2006/07 belegte sie bei der Mehrkampfeuropameisterschaft 2007 in Klobenstein den 18. Platz und bei den Einzelstreckenweltmeisterschaften 2007 in Salt Lake City den 21. Rang über 3000 m. Im folgenden Jahr lief sie bei der Mehrkampfeuropameisterschaft in Kolomna auf den 16. Platz, bei der Mehrkampfweltmeisterschaft in Berlin auf den 18. Platz Mehrkampf und bei den Einzelstreckenweltmeisterschaften in Nagano auf den 16. Platz über 5000 m sowie auf den 15. Rang über 3000 m. Bei der Mehrkampfeuropameisterschaft 2009 in Heerenveen errang sie den 17. Platz. 
In der Saison 2010/11 erreichte Hemmer in der Teamverfolgung in Berlin mit dem dritten Platz und in Moskau mit dem zweiten Rang ihre einzigen Podestplatzierungen im Weltcup. Zudem erreichte sie in Moskau mit dem zehnten Platz über 3000 m ihre beste Platzierung im Weltcupeinzel. Bei der Mehrkampfeuropameisterschaft 2011 in Klobenstein belegte sie den siebten Platz, bei der Mehrkampfweltmeisterschaft 2011 in Calgary den 21. Platz im Mehrkampf und nahm bei den Einzelstreckenweltmeisterschaften 2011 in Inzell an vier Läufen teil, wobei der zehnte Platz über 3000 m sowie der fünfte Rang in der Teamverfolgung ihre besten Platzierungen waren. In der folgenden Saison wiederholte sie in Astana mit dem zehnten Platz im Massenstart ihre beste Platzierung im  Weltcupeinzel und kam bei den Einzelstreckenweltmeisterschaften 2012 in Heerenveen auf den 18. Platz über 3000 m. Bei den Einzelstreckenweltmeisterschaften 2013 in Sotschi lief sie auf den 22. Platz über 3000 m, auf den 14. Rang über 5000 m und auf den sechsten Platz in der Teamverfolgung. In der Saison 2013/14 absolvierte sie in Inzell ihren letzten Weltcup, welchen sie in der B-Gruppe auf dem vierten Platz über 3000 m beendete und belegte bei den Olympischen Winterspielen 2014 in Sotschi auf den 14. Platz über 3000 m und jeweils auf den siebten Rang in der Teamverfolgung und 5000 m.
Hemmer wurde achtmal norwegische Meisterin über 5000 m (2003, 2005, 2007, 2009, 2010, 2012–2014), viermal im Kleinen-Vierkampf (2005, 2007, 2008, 2010) und jeweils dreimal im Sprint-Mehrkampf (2005, 2009, 2010) sowie über 3000 m (2008, 2010, 2013).

## Erfolge

### Olympische Spiele
- 2014 Sotschi: 7. Platz Teamverfolgung, 7. Platz 5000 m, 14. Platz 3000 m

### Einzelstrecken-Weltmeisterschaften
- 2007 Salt Lake City: 21. Platz 3000 m
- 2008 Nagano: 15. Platz 3000 m, 16. Platz 5000 m
- 2011 Inzell: 5. Platz Teamverfolgung, 10. Platz 3000 m, 11. Platz 1500 m, 13. Platz 5000 m
- 2012 Heerenveen: 18. Platz 3000 m
- 2013 Sotschi: 6. Platz Teamverfolgung, 14. Platz 5000 m, 22. Platz 3000 m

### Mehrkampf-Weltmeisterschaften
- 2008 Berlin: 18. Platz Mehrkampf
- 2011 Calgary: 21. Platz Mehrkampf

### Europameisterschaften
- 2007 Klobenstein: 18. Platz Kleiner-Mehrkampf
- 2008 Kolomna: 16. Platz Kleiner-Mehrkampf
- 2009 Heerenveen: 17. Platz Kleiner-Mehrkampf
- 2011 Klobenstein: 7. Platz Kleiner-Mehrkampf

## Persönliche Bestzeiten
| Disziplin | Zeit         | Datum             | Ort            |
| --------- | ------------ | ----------------- | -------------- |
| 500 m     | 40,51 s      | 12. Februar 2011  | Calgary        |
| 1000 m    | 1:19,56 min  | 22. März 2009     | Calgary        |
| 1500 m    | 1:57,52 min  | 19. Februar 2011  | Salt Lake City |
| 3000 m    | 4:05,98 min  | 15. November 2013 | Salt Lake City |
| 5000 m    | 7:01,02 min  | 18. Februar 2011  | Salt Lake City |
| 10000 m   | 14:47,49 min | 20. März 2009     | Calgary        |